# جامع سيدي حمودة
جامع سيدي حمّودة أحد الجوامع القديمة في ميدان الشهداء طرابلس، ليبيا. سمي على اسم «سيدي حمودة» وهو (كما يروي رجالات مدينة طرابلس الذين عاصروا «الحكم العثماني» في ليبيا): رجل صوفي عابد كان يعيش في مدينة طرابلس وكان يحظى وتقدير واحترام سكان المدينة وضواحيها كما كانوا يستمعون إلى مواعظه ونصائحه. عرف عنه أنه كان كثيراً ما يبصّر الناس بخبث اليهود وما يضمرونه للإسلام وبلاد المسلمين من عداء وحقد وشر ووكان يحرض الناس على مقاطعة اليهود وعدم التعامل معهم. وعندما فشل اليهود في المدينة في إسكاته سواءا بالإغراء وبالتهديد اتفقوا على ضرورة التخلصّ منه وقتله. ولكي يأمنوا غضب الوالي التركي الذي كان يحكم المدينة في ذلك الوقت شكلوا وفداً قابل الوالي وطلبوا أن يبيعه لهم بأية ديـّـة يقررها من الذهب.. وتم الأمر حسبما خططوا وقبض الوالي ثمن دية «سيدي حمودة».

## بناء المسجد
في أحد الأيام وجد أهالي طرابلس «سيدي حمودة» مذبوحاً فقاموا بدفنه بمقبرة خارج أسوار المدينة القديمة عرفت فيما بعد باسمه، كما بنوا بجوار قبره مسجداً أصبح فيما بعد يعرف باسمه أيضا. لاحقاً عرف الميدان الواقع في المدينة باسم «ميدان سيدي حمودة» قبل أن يتغير اسمه إلى «ميدان إيطاليا» ثم ميدان الشهداء. بنيت عمارة الوقف الخاصة به في سنة 1923.وفي فترة الحكم الإيطالي ظل المسجد على حاله وتمت صيانته ليتوائم مع تخطيط المدينة، كما أضيفت له مكتبة حديثة عرفت لاحقا باسم مكتبة الأوقاف. في أواسط الثمانينيات تم هدم الجامع والضريح والمكتبة الملحقة به في اطار إنشاء ماسميت الساحة الخضراء في وسط طرابلس.